# Comuna Hruzke, Krîvîi Rih
Hruzke (în ucraineană Грузьке) este o comună în raionul Krîvîi Rih, regiunea Dnipropetrovsk, Ucraina, formată din satele Anastasivka, Hruzke (reședința), Novolozuvatka și Ternivka.

## Demografie
Componența lingvistică a satului Hruzke
     Ucraineană (93,95%)
     Rusă (5,96%)
     Alte limbi (0,1%)
Conform recensământului din 2001, majoritatea populației satului Hruzke era vorbitoare de ucraineană (93,95%), existând în minoritate și vorbitori de rusă (5,96%).